# Entremets

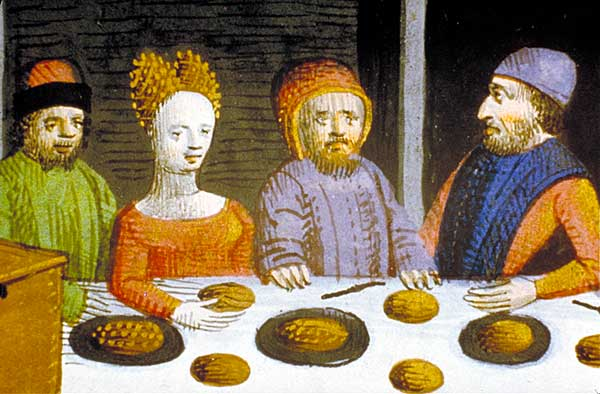
I primi entremets consistevano in piatti semplici; immagine tratta da un manoscritto del XV secolo

Per entremets o entremet (dal francese entre e mes, ovvero "fra e "cibo"), anche italianizzato in antreme, e trasmesso, si intende un piatto leggero servito tra il secondo e la frutta, oppure una portata dolce che precede il vero e proprio dessert.
Con il passare degli anni, gli originali entremet medievali, che erano pasti leggeri serviti nel corso dei lunghi banchetti aristocratici, fecero spazio ad alimenti scenografici e giganteschi fatti per impressionare i commensali. Nei secoli che seguirono la rivoluzione francese, gli entremets assunsero il significato attuale.

## Storia

### Antecedenti
I piatti fatti per intrattenere oltre che per essere consumati venivano preparati almeno durante i primi anni dell'impero romano. Ciò è confermato da Petronio che, nel suo Satyricon (I secolo d.C.), descrive un piatto composto da un coniglio addobbato in modo da assomigliare al mitico cavallo Pegaso.

### Medioevo

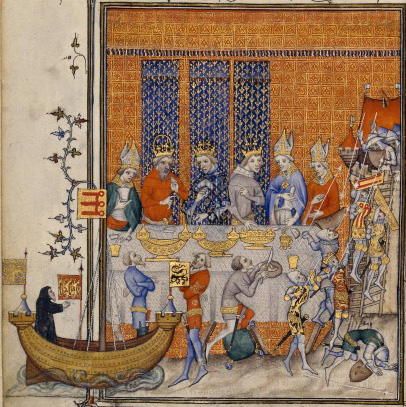
La messa in scena di un elaborato entremets durante il banchetto di Carlo V nel 1378; miniatura dalle Grandes Chroniques de France de Charles V, fine del XIV secolo

Gli entremets veri e propri si svilupparono però durante il Medioevo, e si trattava di piatti leggeri da servire tra le pietanze principali nel corso dei grandi banchetti aristocratici. Secondo il Trésor de la langue française, la parola entremets è attestata per la prima volta nel tredicesimo secolo per "definire gli alimenti dal punto di vista della loro distribuzione nell'organizzazione del pasto". Nel Viandier, una raccolta di ricette medievali risalente agli inizi del XIV secolo, viene riportata una ricetta contenente fegato di pollo bollito e fritto con frattaglie tritate, zenzero macinato, cannella, chiodi di garofano, vino, agresto, brodo di manzo e tuorli d'uovo, guarnito con cannella, e doveva essere di un colore giallo brillante. Gli entremets potevano anche essere, ad esempio, piatti di legumi, come ad esempio del miglio bollito nel latte e condito con lo zafferano, o un'insalata.
Durante il XIV secolo, gli entremets divennero molto più coreografici e non necessariamente commestibili; essi avevano lo scopo di intrattenere gli ospiti e alludere alla ricchezza e il potere delle classi nobili. Oltre ai popolari alimenti a guisa di castelli, vi erano pavoni o cigni che venivano spellati, cotti, conditi e poi rivestiti del loro piumaggio (o ripieni di pollame) o ancora alludenti alle attività umane: è documentata l'esistenza un cappone alla griglia che ha con sé un elmo di carta e una lancia ed è seduto sul dorso di un maialino arrosto similmente a un cavaliere in groppa al suo destriero. Durante una festa avvenuta nel 1343 organizzata da papa Clemente VI, il quarto dei papi avignonesi, venne intavolato un enorme ed elaboratissimo  entremets che aveva l'aspetto di un castello le cui mura erano composte da uccelli arrostiti ed era popolato da vari animali (un cervo, un cinghiale, capre, lepri e conigli) cotti e rivestiti con la loro pelle come se fossero ancora vivi. Maître Chiquart, cuoco di Amedeo VIII di Savoia, descrisse nel suo Du fait de cuisine un entremets da lui battezzato "Castello dell'amore". Si trattava di un plastico di un castello con quattro torri di enormi dimensioni (venne infatti portato in tavola da quattro individui) e al cui interno erano presenti un maialino arrosto, un cigno cotto e ricoperto del proprio piumaggio, una testa di cinghiale arrosto che sprigionava una fiamma dalla sua bocca (per ottenere tale effetto venne inserito all'interno di essa una candela accesa alimentata con dell'alcol) e un luccio integro cucinato e condito in tre modi diversi. I merli del castello erano ornati con gli stendardi del duca e dei suoi ospiti, presidiati da arcieri in miniatura, e all'interno del castello vi era una fontana dalla quale sgorgavano acqua di rose e vino speziato.
In altre circostanze, gli entremets potevano trattarsi di veri e propri spettacoli che coinvolgevano attori, cantanti e ballerini o altri espedienti scenici. Nel 1306, durante la cerimonia della nomina a cavaliere del figlio del re Edoardo I d'Inghilterra, venne tenuto un'entrements consistente in una rievocazione delle canzoni di gesta. Durante un banchetto avvenuto nel 1378, Carlo V di Francia offrì all'imperatore Carlo IV due imponenti entremets raffiguranti la conquista di Gerusalemme, avvenuta nel 1099 da parte di Goffredo di Buglione.
Gli entremets si rivelarono anche dei potenziali strumenti politici. Uno degli esempi più famosi è la celebre festa del fagiano, organizzata a Lilla da Filippo il Buono di Borgogna nel 1454 per rievocare la caduta di Costantinopoli, caduta in mano ai Turchi l'anno precedente. Nel corso del banchetto furono mostrate preparazioni in formato ridotto di chiese con campane che suonavano, fontane, castelli, navi e animali. Al termine del pasto, un attore che rappresentava la Santa Chiesa giunse in groppa a un elefante e lesse una poesia sulla difficile situazione che il cristianesimo orientale stava vivendo mentre era sotto il dominio ottomano. Sebbene il vero scopo di questa iniziativa fosse quello di avviare una crociata contro l'impero ottomano, questa non venne mai avviata.

### Età moderna
L'usanza di intrattenere gli ospiti con piatti ed espedienti stravaganti non cessò di esistere durante l'Età moderna. Durante il XVII secolo, a una cerimonia voluta dal duca George Villiers a cui parteciparono Carlo I d'Inghilterra e la sua consorte Enrichetta Maria, venne servita una torta al cui interno era contenuto il famoso nano Jeffrey Hudson.
In seguito alla rivoluzione francese, che decretò la decadenza dell'aristocrazia e inaugurò l'Età contemporanea, gli entremets scenografici caddero in disuso.

### Età contemporanea

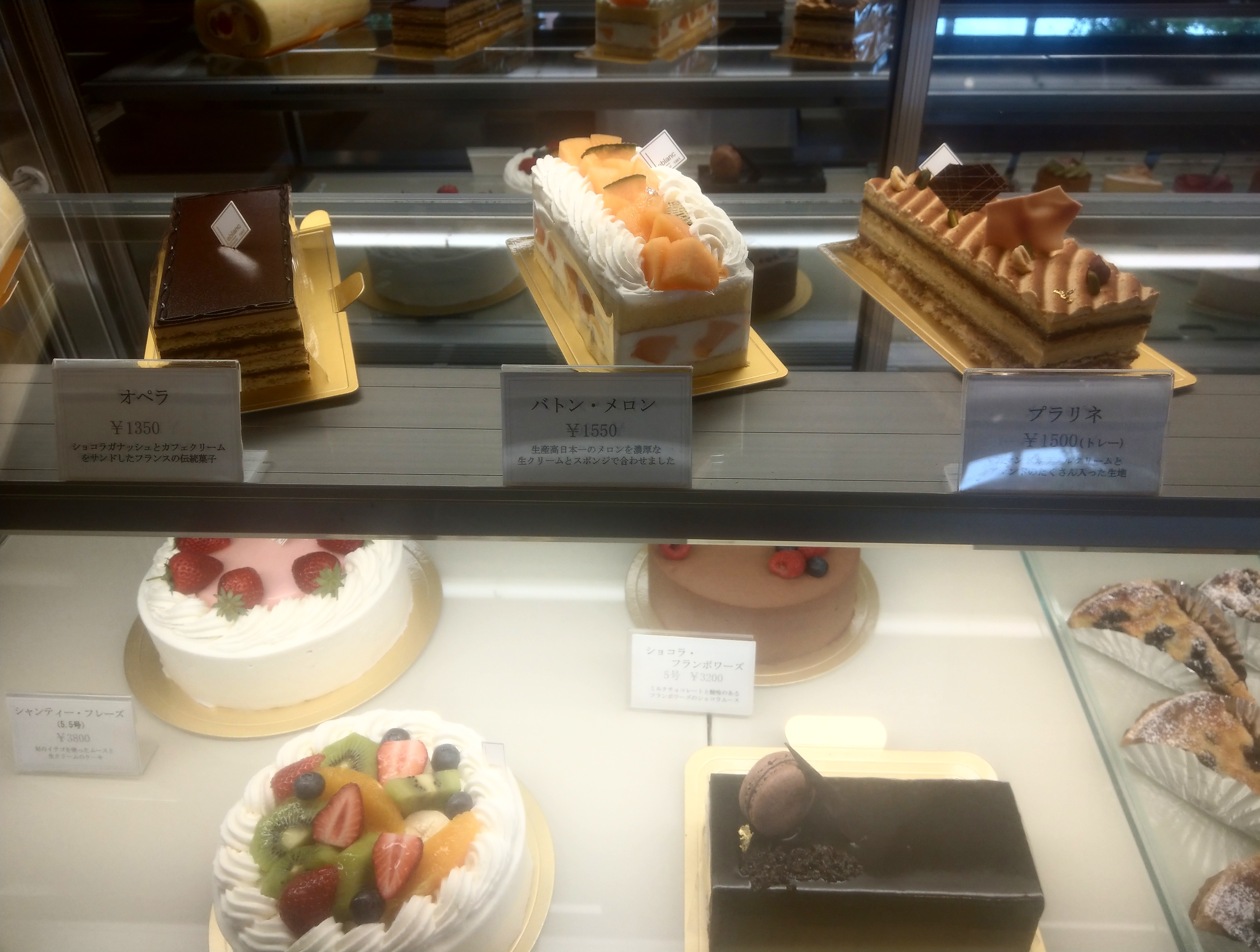
Alcuni moderni entremets

Eliza Acton, vissuta durante l'Ottocento, elenca numerosi entremets (che lei però chiama second-course dishes) dolci e salati: piccoli vol-au-vent ripieni di frutta con albicocche, prugne e pesche; una torta con formaggio e cocco che asserisce abbia origini giamaicane; sfogliatine ripiene di composta; diversi tipi di mince pie e pudding pie; "fiocchi di patate" saltati in padella; diversi tipi di crocchette; cavolo marino e spinaci, con sugo e sippets; carote glassate allo zucchero brasate alla panna; uova in camicia con salsa spagnola; punte di asparagi o piselli con roux cremoso; fagiolini con salsa al burro e limone; rape con "besciamella densa"; e una vasta gamma di composte da dessert, pudding dolci, "gelatine fantasia" e vari tipi di cake.
A fine Ottocento, in Francia, gli entremets venivano serviti tra l'arrosto e il dessert. In Italia e nei pranzi artusiani figurano invece tra umido e arrosto. Nell'opera Il cuoco piemontese perfezionato a Parigi (1766), il lemma trasmesso allude a piccoli piatti da servire accanto agli arrosti ma differenti dalle insalate.
Più recentemente, la parola iniziò a essere usata per indicare un piatto dolce che precede il dessert propriamente detto (soufflé, crema, gelato).

## Nella cultura
La filastrocca Sing a Song of Sixpence il cui testo, che cita "ventiquattro merli cotti in una torta", sembra fare riferimento all'entremet, la cui esistenza è documentata da Giovanni Rosselli, di mettere degli uccelli vivi in una torta.